# إدوين هرنانديز
إدوين هرنانديز (بالإسبانية: Edwin Hernández)‏ (10 يوليو 1986 بباتشوكا في المكسيك - ) هو لاعب كرة قدم مكسيكي في مركز الظهير. شارك مع منتخب المكسيك لكرة القدم. أما مع النوادي، فقد لعب مع كلوب ليون ونادي سان لويس ونادي غوادالاخارا وIndios de Ciudad Juárez ‏.

## وصلات خارجية
- إدوين هرنانديز على موقع قاعدة بيانات كرة القدم.إي يو (الإنجليزية)
- إدوين هرنانديز على موقع ناشيونال فوتبول تيمز (الإنجليزية)
- إدوين هرنانديز على موقع Soccerbase.com (لاعب) (الإنجليزية)
- إدوين هرنانديز على موقع Soccerway.com (الإنجليزية)